# 江西工业工程职业技术学院
江西工业工程职业技术学院是一所位于中华人民共和国江西省萍乡市的全日制公办专科学校。